# Cartea morților (film din 2013)
Cartea morților (titlu original: Evil Dead) este un film horror supranatural american din 2013, regizat și scenarizat de Fede Alvarez. Filmul este cea de-a patra parte din franciza Evil Dead și un remake al filmului Cartea morților din 1981, fiind și un reboot al seriei.
Cartea morților a fost filmat în Noua Zeelandă, în împrejurimile orașului Auckland, filmările durând o lună. Premiera mondială a filmului a avut loc la festivalul South by Southwest, pe 8 martie 2013. Un al cincilea film, Cartea morților: Posesie demonică, a fost lansat de Warner Bros. Pictures pe 21 aprilie 2023.

## Prezentare
Mia Allen (Levy) este o fată care s-a lăsat de droguri după ce i-a murit mama. Fratele ei, David, o invită alături de logodnica lui, Natalie, să petreacă un week-end la o cabană din pădure. Aici mai vin și Eric, cu prietena sa, Olivia. În subsolul casei, ei găsesc animale ucise și o carte învelită într-o pungă. Eric o deschide și eliberează o entitate malefică. Acest spirit le stăpânește trupurile și ei încep să moară unul câte unul. Singura care a scăpat e Mia, dar ea este urmărită de spiritul întruchipat în femeie. Mia ucide demonul, dar rămâne fără jumătate dintr-un braț. Apoi începe a fugi prin pădure, sperând că va fi salvată de cineva.

## Distribuție
- Jane Levy – Mia Allen
- Shiloh Fernandez – David Allen
- Lou Taylor Pucci – Eric
- Jessica Lucas – Olivia
- Elizabeth Blackmore – Natalie
- Jim McLarty – Harold
- Pheonix Connolly – Adolescenta posedată
- Sian Davis – bătrâna
- Stephen Butterworth – Toothless Redneck
- Karl Willetts – Long Haired Redneck
- Randal Wilson – Demonic/Abomination Mia
- Rupert Degas – vocea demonului

## Premii și nominalizări
| An   | Premiu                                 | Categorie                                                     | Recipient                                                   | Rezultat     |
| ---- | -------------------------------------- | ------------------------------------------------------------- | ----------------------------------------------------------- | ------------ |
| 2013 | Golden Trailer Awards                  | Best Horror TV Spot                                           | TriStar Pictures and mOcean for "Everything's Fine"         | Nominalizare |
| 2013 | Fright Meter Award                     | Best Makeup                                                   | Evil Dead                                                   | Câștigat     |
| 2013 | Fright Meter Award                     | Best Special Effects                                          | Evil Dead                                                   | Câștigat     |
| 2013 | Fright Meter Award                     | Best Ensemble Cast                                            | Cast of Evil Dead                                           | Nominalizare |
| 2013 | Fright Meter Award                     | Best Horror Movie                                             | Evil Dead                                                   | Nominalizare |
| 2013 | Fright Meter Award                     | Best Director                                                 | Fede Alvarez                                                | Nominalizare |
| 2013 | Fright Meter Award                     | Best Actress                                                  | Jane Levy                                                   | Nominalizare |
| 2013 | Fright Meter Award                     | Best Supporting Actor                                         | Lou Taylor Pucci                                            | Nominalizare |
| 2013 | Fright Meter Award                     | Best Score                                                    | Roque Baños                                                 | Nominalizare |
| 2013 | Fright Meter Award                     | Best Editing                                                  | Bryan Shaw                                                  | Nominalizare |
| 2013 | Golden Schmoes Award                   | Best Horror Movie of the Year                                 | Evil Dead                                                   | Locul 2      |
| 2013 | International Film Music Critics Award | Best Original Score for a Fantasy/Science Fiction/Horror Film | Roque Baños                                                 | Câștigat     |
| 2013 | International Film Music Critics Award | Film Music Composition of the Year                            | Roque Baños for the composition track "Abominations Rising" | Câștigat     |
| 2013 | International Film Music Critics Award | Film Score of the Year                                        | Roque Baños                                                 | Nominalizare |
| 2013 | IGN Summer Movie Award                 | Best Horror Movie                                             | Evil Dead                                                   | Nominalizare |
| 2013 | Key Art Award                          | Best Audio/Visual Technique                                   | Screen Gems & mOcean for the trailer "Filthy"               | Nominalizare |
| 2014 | Empire Awards                          | Best Horror                                                   | Evil Dead                                                   | Nominalizare |
| 2014 | Fangoria Chainsaw Award                | Best Makeup/Creature FX                                       | Roger Murray Jane O'Kane                                    | Câștigat     |
| 2014 | Fangoria Chainsaw Award                | Best Wide-Release Film                                        | Fede Alvarez                                                | Locul 2      |
| 2014 | Fangoria Chainsaw Award                | Best Supporting Actor                                         | Lou Taylor Pucci                                            | Locul 2      |
| 2014 | Fangoria Chainsaw Award                | Worst Film                                                    | Evil Dead                                                   | Locul 3      |
| 2014 | Premiile Saturn                        | Best Make-Up                                                  | Patrick Baxter Jane O'Kane Roger Murray                     | Nominalizare |